# Liste von Bunkeranlagen in Lübeck
- Karte mit allen Koordinaten:
- OSM |
- WikiMap

Die Liste von Bunkeranlagen in Lübeck führt ohne Anspruch auf Vollständigkeit sowohl existierende als auch abgegangene Luftschutzbunker und separate Luftschutzbauten auf dem Gebiet der Hansestadt Lübeck auf.

## Liste
| Adresse                                                                                   | Lage | Fertiggestellt | Abgebrochen | Daten | Beschreibung | Abbildung                                                                                |
| ----------------------------------------------------------------------------------------- | --- | -------------- | ----------- | --- | --- | ---------------------------------------------------------------------------------------- |
| Am Lotsenberg 8                                                                           | 53° 57′ 37″ N, 10° 52′ 23″ O                                                                               | 1941 [?]       |             | Nutzfläche: 580 m2 Stockwerke: 6 Deckenstärke: 1,40 m Wandstärke: 1,10 m Ausführendes Unternehmen: Camillo Köhler, Bautzen                                                                               | Der ehemalige Hochbunker wurde 1995 zum Wohnhaus umgebaut. |                                                                                          |
| An der Bäk 30                                                                             | 53° 57′ 33″ N, 10° 51′ 18″ O                                                                               | 1938           |             | | Unter Denkmalschutz; Objektnr. 1121 |                                                                                          |
| An der Mauer 17                                                                           | 53° 51′ 54″ N, 10° 41′ 36″ O                                                                               | 1941           | 2010        | Nutzfläche: 495 m2 Stockwerke: 8 Deckenstärke: 1,40 m Wandstärke: 1,10 m Ausführendes Unternehmen: August Fasel, Lübeck Architekt: Alfred Redelstorff                                                    | Hauptartikel: Aalhofbunker |                                                                                          |
| An der Mauer 23                                                                           | 53° 51′ 51″ N, 10° 41′ 36″ O                                                                               | 1941           |             | Nutzfläche: 290 m2 Stockwerke: 6 Deckenstärke: 1,40 m Wandstärke: 1,10 m Architekt: Alfred Redelstorff                                                                                                   | Unter Denkmalschutz; Objektnr. 1653 |                                                                                          |
| An der Obertrave 20                                                                       | 53° 51′ 48″ N, 10° 40′ 51″ O                                                                               | 1941           |             | Nutzfläche: 789 m2 Stockwerke: 4 Deckenstärke: 1,40 m Wandstärke: 1,10 m Ausführendes Unternehmen: P. H. Glogner & Sohn, Lübeck Architekten: Otto Sieberth und Otto Schweinfurth                         | Hauptartikel: Bunker An der Obertrave |                                                                                          |
| An der Untertrave 1a                                                                      | 53° 52′ 27″ N, 10° 41′ 23″ O                                                                               | 1941           | 2012        | Nutzfläche: 520 m2 Stockwerke: 3 Deckenstärke: 1,40 m Wandstärke: 1,10 m Architekt: Willy Glogner | 1966/67 wurde der entfestigte Bunker in den Neubau des Lübecker Seemannsheims integriert; von 1975 bis 2008 beherbergte er den Jazzclub Dr. Jazz. 2012 wurde er zusammen mit dem Seemannsheim abgebrochen, um Platz für die Errichtung des Europäischen Hansemuseums zu schaffen. |                                                                                          |
| An der Untertrave 48/49                                                                   | 53° 52′ 20″ N, 10° 41′ 3″ O                                                                                | 1941           |             | Ausführendes Unternehmen: Max Giese, Lübeck | Der entfestigte Bunker wurde zu einem Wohnhaus umgebaut. |                                                                                          |
| Beim Meilenstein 6                                                                        | 53° 53′ 21″ N, 10° 47′ 30″ O                                                                               | 1941           |             | Nutzfläche: 660 m2 Kapazität: 637 Personen Stockwerke: 6 Deckenstärke: 1,40 m Wandstärke: 1,20 m Ausführendes Unternehmen: Paul Hammers, Hamburg                                                         | |                                                                                          |
| Berliner Straße 12                                                                        | 53° 50′ 51″ N, 10° 40′ 52″ O                                                                               | 1940           |             | Kapazität: 500 Personen Stockwerke: 9 | Hauptartikel: Bunker Berliner Straße Unter Denkmalschutz; Objektnr. 1498 |                                                                                          |
| Dr.-Julius-Leber-Straße 52                                                                | 53° 52′ 2″ N, 10° 41′ 26″ O                                                                                | 1942           |             | Kapazität: 1150 Personen Stockwerke: 4 Deckenstärke: 2,00 m Wandstärke: 1,40 m Ausführendes Unternehmen: Aarslev & Busch, Aarhus Architekt: Alfred Redelstorff                                           | |                                                                                          |
| Einsiedelstraße 6                                                                         | 53° 52′ 38″ N, 10° 41′ 1″ O                                                                                | 1940           |             | Kapazität: 500 Personen Stockwerke: 9 Ausführendes Unternehmen: Fr. Brüggemann, Hamborn | Hauptartikel: Bunker Einsiedelstraße Unter Denkmalschutz; Objektnr. 1606 |                                                                                          |
| Engelsgrube                                                                               | 53° 52′ 15″ N, 10° 41′ 12″ O                                                                               | 1943           | 1986        | Ausführendes Unternehmen: Suka-Silo-Bau Heinrich Kling, München | Der über den Gang Sievers Thorweg (Engelsgrube 31) zugängliche Hochbunker nahm den Hofbereich hinter den Häusern Nr. 16–20 der parallel zur Engelsgrube verlaufenden Fischergrube ein. 1985/86 wurde der Bunker abgetragen und auf der neu gewonnenen Freifläche 1998 ein Kinderspielplatz angelegt. |                                                                                          |
| Hundestraße 100                                                                           | 53° 52′ 4″ N, 10° 41′ 43″ O                                                                                | 1943           | 1980        | Nutzfläche: 419 m2 Stockwerke: 6 Deckenstärke: 1,40 m Wandstärke: 1,10 m Ausführendes Unternehmen: Heinz u. Busse, Berlin                                                                                | Der Hochbunker an der Ecke zur Kanalstraße wurde 1980 vollständig abgebrochen; an seiner Stelle befindet sich heute eine Grünanlage mit Kinderspielplatz. |                                                                                          |
| Lindenplatz – beiderseits der Einmündung zur Puppenbrücke                                 | 53° 51′ 59″ N, 10° 40′ 31″ O – Danziger Freiheit Nord 53° 51′ 58″ N, 10° 40′ 31″ O – Danziger Freiheit Süd | 1940           |             | Danziger Freiheit Nord Kapazität: 395 Personen Stockwerke: 1 Deckenstärke: 0,35 m Wandstärke: 0,40 m Danziger Freiheit Süd Kapazität: 361 Personen Stockwerke: 1 Deckenstärke: 0,35 m Wandstärke: 0,40 m | Auf der Nord- und Südseite der Einmündung des Lindenplatzes, der zu jener Zeit den Namen Danziger Freiheit trug, in die Puppenbrücke entstand jeweils ein Tiefbunker mit bogenförmigem Grundriss. Die ursprünglichen Pläne sahen vor, auf den Deckelplatten in Backstein ausgeführte Arkadenbauten zu errichten, die ein Café und Geschäfte beherbergen sollten; die Kopfbauten sollten der 1881 abgebrochenen Holstentorwache von 1782 nachempfunden werden. Dieses Vorhaben wurde Anfang 1943 aufgegeben und es entstanden keine Gebäude auf den Bunkern. Der Bunker Danziger Freiheit Nord ist noch erhalten, aber weitgehend von einem Hügel bedeckt; nur der zum Ufer des Stadtgrabens weisende Zugangsbereich ist sichtbar. Vom gleichfalls zugeschütteten Bunker Danziger Freiheit Süd ist nur die uferseitige backsteinverkleidete geschwungene Rückwand sichtbar. | Überreste des Bunkers Danziger Freiheit Nord Überreste des Bunkers Danziger Freiheit Süd |
| Mecklenburger Straße                                                                      | 53° 53′ 40″ N, 10° 45′ 14″ O                                                                               | [?]            |             | | Der Schutzbunker wurde angelegt, da sich hier eine Haltestelle der Straßenbahn befand, die von Arbeitern der umliegenden Schlutuper Betriebe, insbesondere der direkt angrenzenden Deutschen Waffen- und Munitionsfabrik, genutzt wurde. Der Schutzraum an diesem Ort bot den Wartenden rasche Zuflucht im Falle von Luftangriffen. |                                                                                          |
| Mühlenbrücke 19/21                                                                        | 53° 51′ 36″ N, 10° 41′ 26″ O                                                                               | 1941           |             | | Der Eingangsbau des Bunkers beherbergt heute einen Kiosk und Stromversorgungseinrichtungen. Die dahinter befindlichen eigentlichen Schutzräume sind unter einem bepflanzten Hügel verborgen. |                                                                                          |
| Mühlentorplatz 2                                                                          | 53° 51′ 29″ N, 10° 41′ 27″ O                                                                               | 1941           |             | Nutzfläche: 500 m2 Stockwerke: 7 Deckenstärke: 1,40 m Wandstärke: 1,10 m Ausführendes Unternehmen: August Fasel, Lübeck Architekt: Alfred Redelstorff                                                    | Der Bunker wurde den Türmen des 1553 fertiggestellten und 1663 abgebrochenen äußeren Mühlentors nachempfunden. Die ursprünglich als Bauschmuck vorgesehenen Terrakotta-Friese wurden nie umgesetzt. Unter Denkmalschutz; Objektnr. 1542 |                                                                                          |
| Parade 5                                                                                  | 53° 51′ 43″ N, 10° 41′ 7″ O                                                                                | 1943           |             | Nutzfläche: 832 m2 Stockwerke: 4 Deckenstärke: 1,40 m Wandstärke: 1,10 m Ausführendes Unternehmen: Spengler & Co., Hamburg                                                                               | Als Operations- und Schwerverletztenbunker für das angrenzende Marien-Krankenhaus errichtet. |                                                                                          |
| Parade 7                                                                                  | 53° 51′ 42″ N, 10° 41′ 8″ O                                                                                | 1943           | 2011        | Stockwerke: 3 Deckenstärke: 1,40 m Wandstärke: 1,10 m Ausführendes Unternehmen: Spengler & Co., Hamburg Architekt: Alfred Redelstorff                                                                    | |                                                                                          |
| Possehlstraße – nördliches Ende der Wallanlagen bei der Einmündung in den Holstentorplatz | 53° 51′ 57″ N, 10° 40′ 37″ O                                                                               | 1940           |             | Kapazität: 289 Personen Stockwerke: 1 Deckenstärke: 0,35 m Wandstärke: 0,40 m | Die Deckenplatte des in die Erde eingelassenen Tiefbunkers sollte der ursprünglichen Planung zufolge als Fundament für ein Gebäude der NSDAP dienen; dieses Vorhaben wurde Anfang 1943 aufgegeben. Der Bunker ist heute vollständig von einem bepflanzten Hügel bedeckt. |                                                                                          |
| Schildstraße 20                                                                           | 53° 51′ 49″ N, 10° 41′ 20″ O                                                                               | 1941           |             | Nutzfläche: 920 m2 Kapazität: 818 Personen Stockwerke: 6 Deckenstärke: 1,40 m Wandstärke: 1,10 m Ausführendes Unternehmen: Boswau & Knauer, Hamburg                                                      | Unter Denkmalschutz; Objektnr. 2586 |                                                                                          |
| Schwartauer Allee 28                                                                      | 53° 52′ 22″ N, 10° 40′ 30″ O                                                                               | 1941           |             | Nutzfläche: 1025 m2 Kapazität: 1000 Personen Stockwerke: 6 Deckenstärke: 2,00 m Wandstärke: 2,50 m Ausführendes Unternehmen: Heinz u. Busse, Berlin                                                      | 1966 zum atombombensicheren Zivilschutzbunker aufgerüstet; 2015 wurde der Rückbau der Bunkereinrichtung durchgeführt und 2017 der Bunker vom Bund zum Verkauf freigegeben. Derzeitige Nutzung als Moschee. |                                                                                          |
| Steinrader Weg 15a                                                                        | 53° 52′ 5″ N, 10° 40′ 8″ O                                                                                 | 1942 [?]       |             | Kapazität: 1210 Personen Stockwerke: 5 Deckenstärke: 2,50 m Wandstärke: 2,50 m Ausführendes Unternehmen: Lenz & Co., Berlin                                                                              | Von der Deutschen Reichsbahn am Hauptbahnhof als Bunker für den kurzzeitigen Aufenthalt von Bahnbediensteten und Fahrgästen errichtet. |                                                                                          |
| Töpferweg 2                                                                               | 53° 51′ 33″ N, 10° 40′ 10″ O                                                                               | 1941           |             | Nutzfläche: 880 m2 Kapazität: 778 Personen Stockwerke: 4 Deckenstärke: 1,40 m Wandstärke: 1,10 m Ausführendes Unternehmen: Blunck u. Sohn, Lübeck Architekt: Carl Mühlenpfordt                           | Hauptartikel: Bunker Töpferweg Unter Denkmalschutz; Objektnr. 1261 |                                                                                          |
| Warendorpstraße 13                                                                        | 53° 52′ 26″ N, 10° 40′ 16″ O                                                                               | 1941           |             | Nutzfläche: 980 m2 Kapazität: 1000 Personen Stockwerke: 5 Deckenstärke: 2,00 m Wandstärke: 2,00 m Ausführendes Unternehmen: Spengler & Co., Hamburg                                                      | Hauptartikel: Bunker Warendorpstraße Unter Denkmalschutz; Objektnr. 1743 |                                                                                          |
| Weiter Lohberg 20                                                                         | 53° 52′ 13″ N, 10° 41′ 39″ O                                                                               | 1941           |             | Nutzfläche: 550 m2 Stockwerke: 4 Deckenstärke: 1,40 m Wandstärke: 1,10 m Ausführendes Unternehmen: Max Giese, Lübeck Architekt: Alfred Redelstorff                                                       | |                                                                                          |
| Ziegelstraße 2a                                                                           | 53° 52′ 14″ N, 10° 40′ 0″ O                                                                                | 1941           |             | Nutzfläche: 935 m2 Stockwerke: 6 Deckenstärke: 2,00 m Wandstärke: 2,00 m Ausführendes Unternehmen: Blunck & Sohn, Lübeck Architekt: Alfred Redelstorff                                                   | Seit den 2010er-Jahren zu einer Discothek umgebaut. |                                                                                          |